# Crise de la Guayana Esequiba de 2023
La crise de la Guayana Esequiba de 2023 est une crise diplomatique en cours entre le Guyana et le Venezuela, liée au différend territorial sur la région de la Guayana Esequiba. Dans le cadre d'un différend qui perdure, le Venezuela revendique sa souveraineté sur la Guayana Esequiba, tandis que le Guyana, pour sa part, affirme que le Venezuela a renoncé à ce territoire après la sentence de Paris. La Cour internationale de justice (CIJ), qui est en train d'examiner le différend et de prendre une décision à ce sujet, a déclaré que les déclarations faites par les responsables vénézuéliens suggèrent que le Venezuela tente de prendre le contrôle d'un territoire contesté avec le Guyana.

## Contexte

### Colonies hollandaises

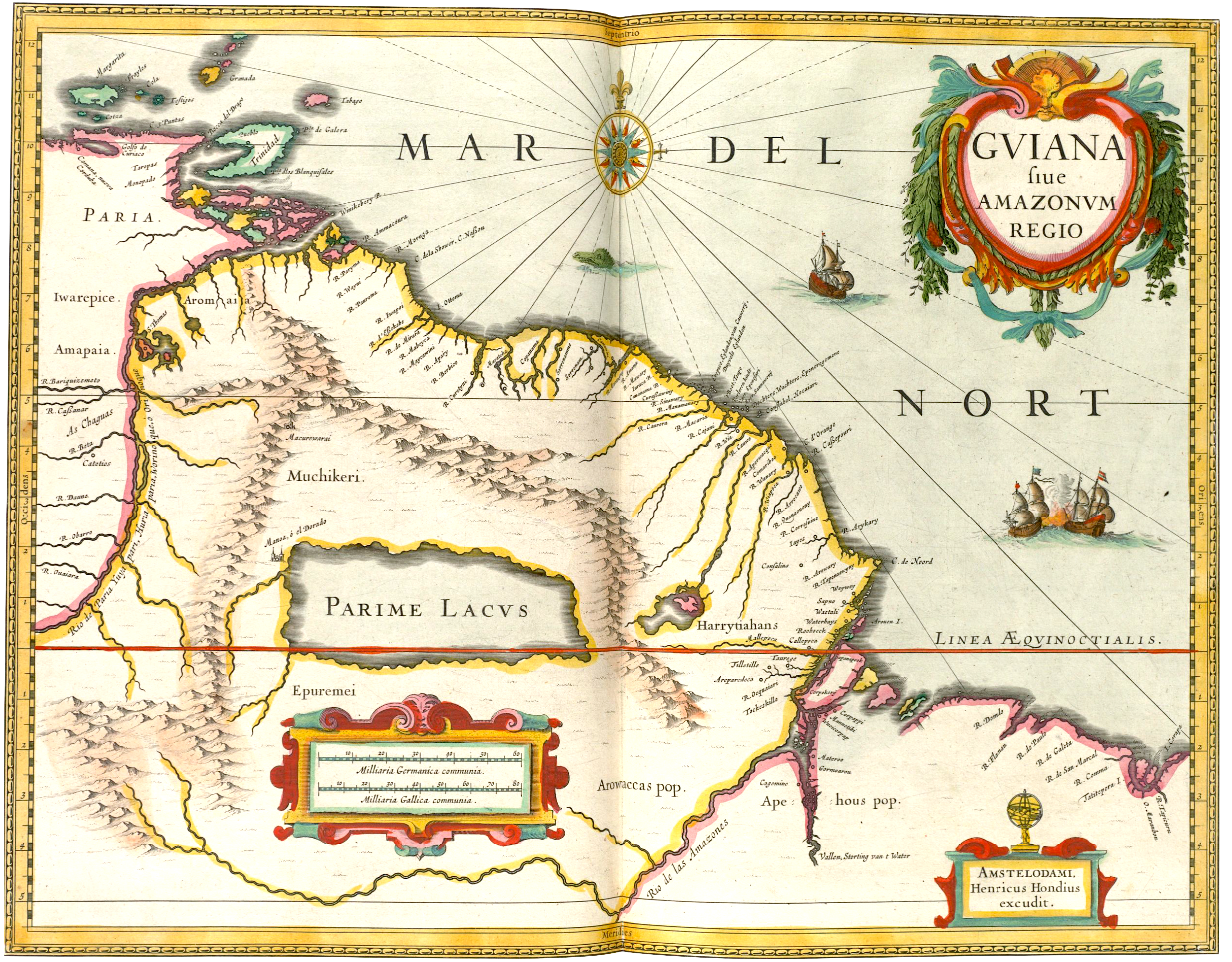
Une carte de la Guyane néerlandaise par Hendrik Hondius I, 1638.

L'Essequibo a commencé comme une colonie hollandaise et a été fondée par des colons de la première colonie zélandaise, Pomeroon, conquise en 1581, qui avait été détruite par les Espagnols et les guerriers locaux vers 1596. Dirigés par Joost van der Hooge, les Zélandais se sont rendus dans un pays-île appelée Kyk-Over-Al (en) près de la rivière Essequibo (en fait une rivière secondaire appelée Mazaruni). La colonisation hollandaise des Guyanes s'est produite principalement entre les embouchures de l'Orénoque à l'ouest et du fleuve Amazone à l'est. En 1658, le cartographe Cornelis Goliath créa une carte de la colonie et envisagea d'y construire une ville appelée « New Middelburg », mais la deuxième guerre anglo-néerlandaise (1665-1667) mit fin à ces plans. L’Essequibo fut occupée par les britanniques en 1665 (avec toutes les autres colonies hollandaises des Guyanes), puis pillée par les Français. Les années suivantes, les Zélandais envoyèrent une escadre de navires pour reprendre la zone. Alors que la colonie du Suriname (en) était prise aux Anglais par Abraham Crijnssen, l’Essequibo, alors abandonné, était occupé par Matthys Bergenaar.
Après 1745, le nombre de plantations le long de la rivière Demerara et de ses rivières latérales a rapidement augmenté, donnant naissance à la colonie de Demerara. En particulier, les colons britanniques de la Barbade ont commencé à s'installer ici. Après 1750, un commandant de la population britannique fut nommé, lui donnant sa propre représentation. Vers 1780, une petite colonie centrale fut établie à l'embouchure de la rivière Demerara, qui reçut en 1784 le nom de Stabroek (en), du nom de l'un des directeurs de la Compagnie des Antilles. Un groupe de corsaires britanniques captura l’Essequibo et Demerara le 24 février 1781, mais ne resta pas. En mars, deux sloops d'un escadron de la Royal Navy dirigé par l'amiral Lord Rodney ont accepté la reddition de la « colonie de Demarary et de la rivière Essequebo ». Du 27 février 1782 à février 1783, les Français occupèrent la colonie après avoir contraint le gouverneur Robert Kinston à se rendre. La paix de Paris, intervenue en 1783, restitua ces territoires aux Néerlandais.

### Guyane britannique

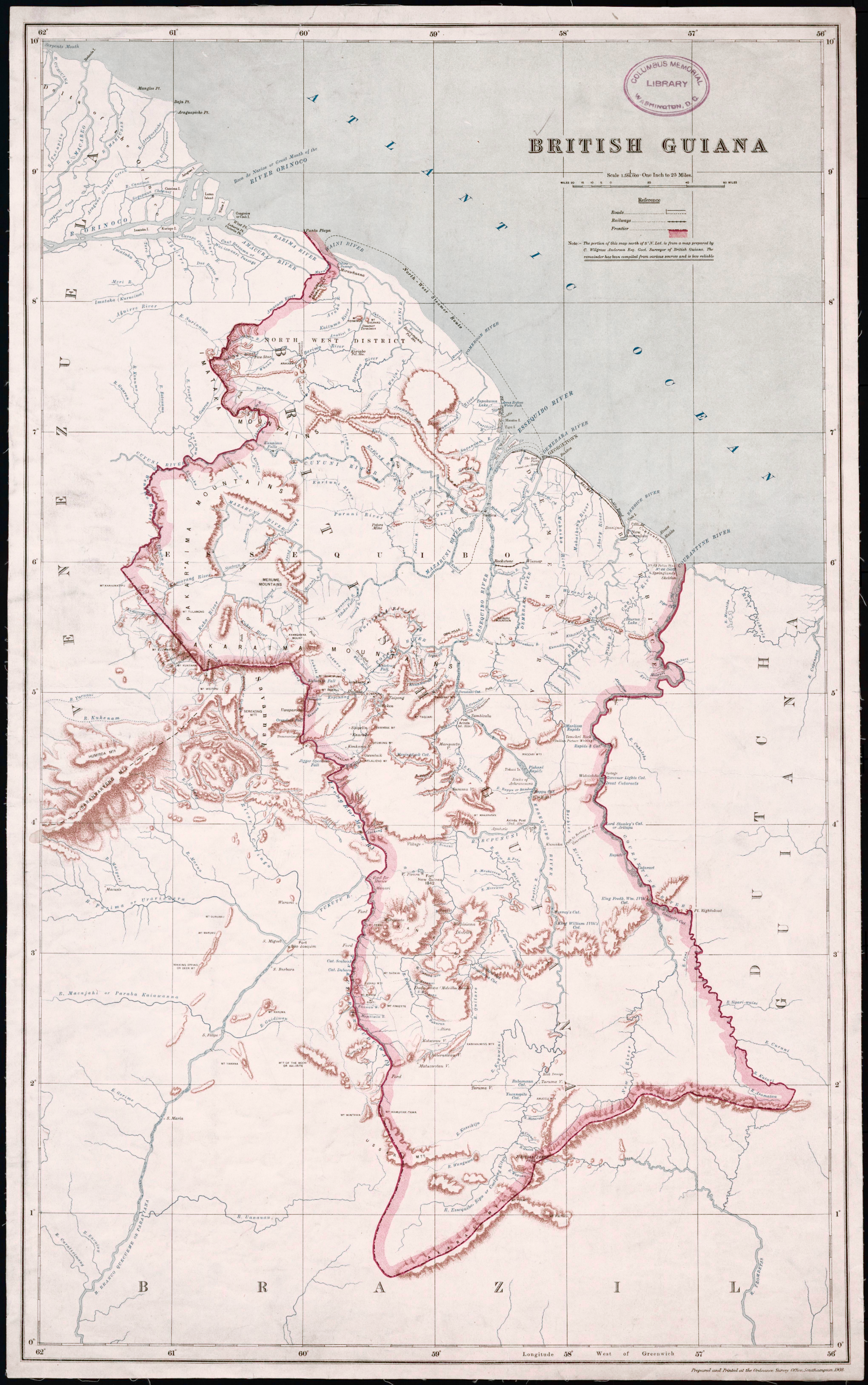
Carte de la Guyane britannique en 1908.

En 1796, l'Essequibo fut occupée de façon permanente par les britanniques et en 1800, Essequibo et Demerara détenaient collectivement environ 380 plantations de canne à sucre. Mais elle fut également impliquée dans l'un des conflits frontaliers les plus persistants d'Amérique latine, car la nouvelle colonie avait le fleuve Essequibo comme frontière ouest avec la capitainerie générale espagnole du Venezuela. Bien que l'Espagne revendique toujours la région, les espagnols n'ont pas contesté le traité parce qu'ils étaient préoccupés par les luttes pour l'indépendance de leurs propres colonies. Le 21 juillet 1831, Demerara-Essequibo (en) s'unit à Berbice pour créer la Guyane britannique.
Le territoire faisait partie intégrante du Venezuela lors de son indépendance en 1811. Mais en 1840, profitant des difficultés du jeune État à contrôler ses frontières, le Royaume-Uni s’approprie la région et l'annexe à sa colonie guyanaise. Une annexion jamais reconnue par le Venezuela.
Lors de la crise vénézuélienne de 1895, le Royaume-Uni et le Venezuela ont tenté de régler leur différend territorial. Le Venezuela a fait valoir que l'Espagne (dont ils avaient acquis le territoire) contrôlait des terres allant du fleuve Orénoque au fleuve Amazone, dans l'actuel Brésil. L'Espagne, selon le Venezuela, n'a désigné aux Néerlandais que son territoire revendiqué en Guyane, qui ne comprenait pas beaucoup de terres dans le territoire contesté. Pendant ce temps, la Grande-Bretagne, qui avait acquis le territoire néerlandais, a déclaré que la région contestée de la Guyane n'était pas espagnole parce qu'elle était si éloignée et incontrôlée, expliquant que les autochtones d'origine du pays avaient partagé les terres du territoire avec les Néerlandais au lieu de les partager[pas clair]. Les Espagnols et étaient donc sous influence néerlandaise et britannique. Le 3 octobre 1899, le Tribunal s'est prononcé largement en faveur de la Grande-Bretagne. La ligne Schomburgk a été établie, avec deux déviations, comme frontière entre la Guyane britannique et le Venezuela. Une dérogation a été que le Venezuela a reçu Barima Point à l'embouchure de l'Orénoque, lui donnant le contrôle incontesté du fleuve, et donc la capacité de lever des droits sur le commerce vénézuélien. La seconde plaçait la frontière au niveau de la rivière Wenamu (en) plutôt qu'au niveau de la rivière Cuyuni, donnant au Venezuela un territoire substantiel à l'est de la ligne. Cependant, la Grande-Bretagne reçut la majeure partie du territoire contesté et toutes les mines d'or.

### Guyana
Le Venezuela a signé l'accord de Genève en 1966 avec le Royaume-Uni avant l'indépendance du Guyana, survenue la même année, qui a jeté les bases d'une solution négociée au différend territorial. Peu de temps après que le Guyana ait obtenu son indépendance du Royaume-Uni et que les forces armées britanniques se soient retirées en mai 1966, le Venezuela a commencé à empiéter sur le territoire contrôlé par le Guyana. Cinq mois après l'indépendance du Guyana, les troupes vénézuéliennes ont commencé leur occupation de l'île d'Ankoko et des îles environnantes en octobre 1966, les troupes vénézuéliennes construisant rapidement des installations militaires et une piste d'atterrissage. En 1969, le soulèvement de Rupununi s'est produit dans le cadre d'une tentative des propriétaires de ranchs de faire sécession du Guyana. Divers rapports indiquent que le Venezuela a équipé et soutenu la rébellion.
En 1970, après l'expiration de la Commission mixte créée conformément à l'Accord de Genève de 1966, les présidents Rafael Caldera et Forbes Burnham ont signé le protocole de Port-d'Espagne, qui déclarait un moratoire de 12 ans sur la réclamation par le Venezuela de la Guayana Esequiba, dans le but de permettre aux deux gouvernements de promouvoir la coopération et la compréhension alors que la revendication frontalière était en suspens. En 1983, le délai du Protocole de Port-d'Espagne a expiré et le président vénézuélien Luis Herrera Campins a décidé de ne pas le prolonger et de reprendre la revendication effective du territoire.
Au XXIe siècle, le président vénézuélien Hugo Chávez a apaisé les tensions frontalières avec le Guyana sous les conseils de son mentor Fidel Castro et en 2004, Chávez a déclaré lors d'une visite à Georgetown, au Guyana, qu'il considérait le différend comme terminé.

#### Découverte de gisements de pétrole par le Guyana

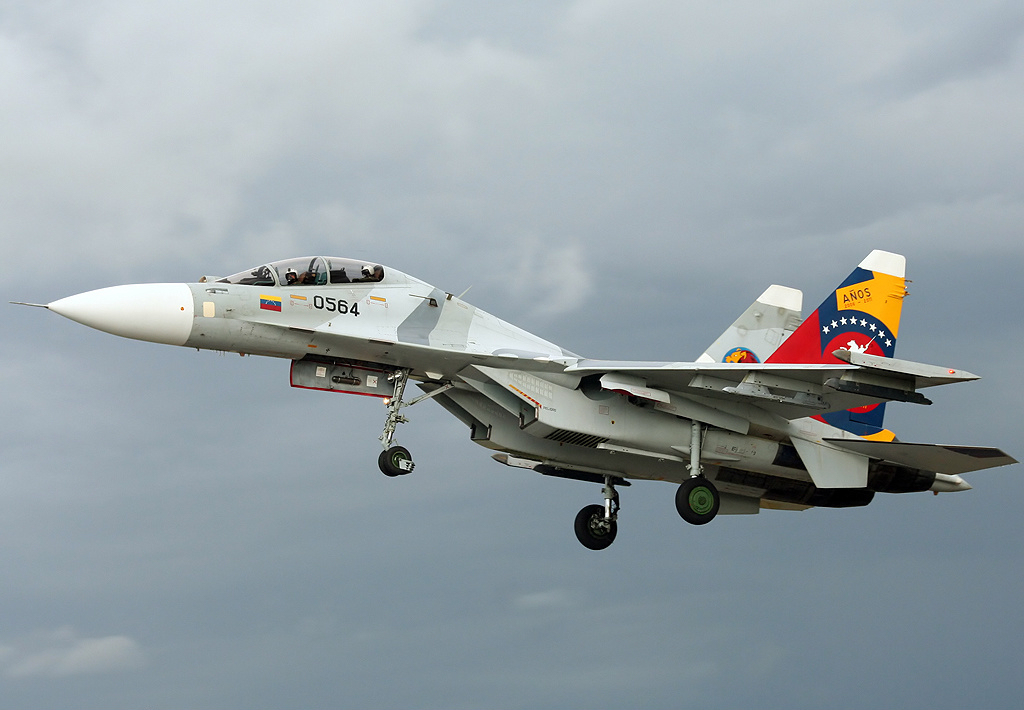
Un Soukhoï Su-30 vénézuélien, semblable aux deux avions de combat entrés dans l'espace aérien guyanien en mars 2021.

Le Venezuela est devenu plus agressif envers le Guyana sous l'administration du président vénézuélien Nicolás Maduro. La marine vénézuélienne a arrêté un navire d'exploration pétrolière effectuant des études des fonds marins pour le compte du gouvernement du Guyana le 10 octobre 2013, le navire et son équipage étant escortés jusqu'à l'île vénézuélienne de Margarita pour y être poursuivis. Le ministère guyanien des Affaires étrangères a déclaré que le navire se trouvait dans les eaux guyanaises, mais son homologue vénézuélien a envoyé une note diplomatique au Guyana indiquant que le navire menait des recherches pétrolières dans les eaux vénézuéliennes sans autorisation du pays et a exigé une explication.
Entre 2015 et 2021, le Center for Strategic and International Studies a écrit qu'environ 8 milliards de barils de réserves de pétrole ont été découverts au Guyana, le Guyana devenant l'un des vingt premiers pays en termes de réserves prouvées de pétrole. En 2023, BBC News a rapporté que le Guyana avait découvert 11 milliards de barils de réserves de pétrole.
Le 7 janvier 2021, le président Maduro a publié le décret n°4 415, revendiquant 200 milles marins de fonds marins depuis le delta de l'Orénoque (en) pour le Venezuela, s'étendant jusqu'aux endroits où le Guyana a fait des découvertes de pétrole. Quelques jours plus tard, le 21 janvier, le patrouilleur de classe Guaicamacuto (en) Commandante Hugo Chavez GC 24 a capturé deux bateaux de pêche guyanien dans la ZEE du Guyana. Quelques mois plus tard, le 2 mars 2021, deux avions de combat Soukhoï Su-30 de l'armée de l'air vénézuélienne ont effectué des passages à basse altitude à 460 m au-dessus de la ville guyanienne d'Eteringbang. Le ministre guyanien des Affaires étrangères, Hugh Todd (en), a répondu à l'incident un jour plus tard, déclarant que « l'incursion sur notre territoire des deux avions de combat vénézuéliens est une indication claire que le gouvernement du Venezuela est prêt à recourir à l'agression et à l'intimidation pour accomplir ce qui ne peut être réalisé par des moyens légaux : la renonciation par le Guyana à son patrimoine ».
En avril 2023, la Cour internationale de justice (CIJ) s'est déclarée compétente pour connaître du différend dans le cadre d'un procès intenté par le Guyana en 2018 pour déterminer quelle nation contrôlait le territoire contesté. À la suite de nouvelles découvertes de gisements de pétrole et de gaz, le 19 septembre 2023, le Guyana a autorisé six sociétés pétrolières étrangères, dont ExxonMobil, à forer dans les eaux revendiquées par le Venezuela.

## Crise

### Annonce du référendum vénézuélien

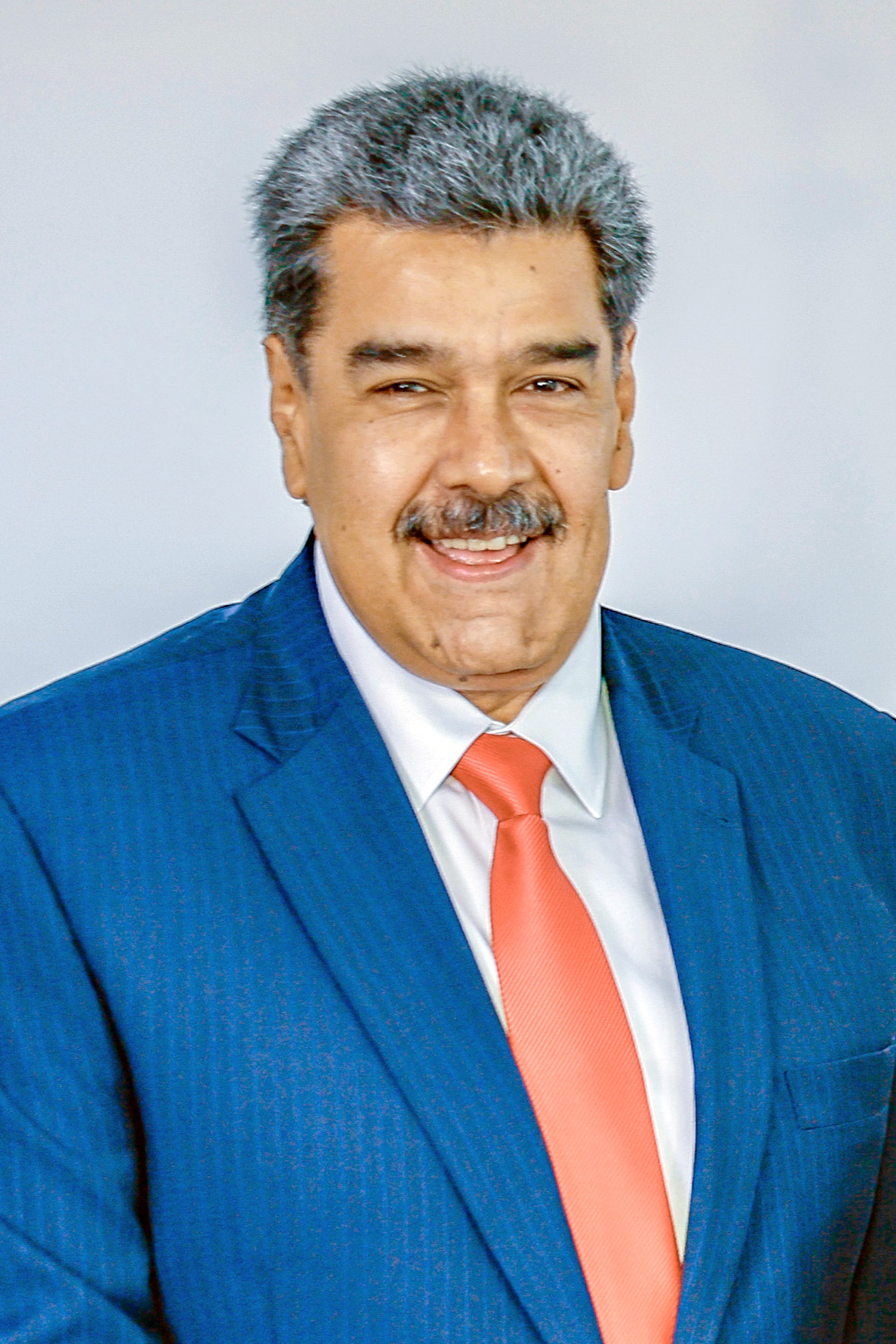
Le président vénézuélien Nicolás Maduro, principal partisan du référendum vénézuélien de 2023.

Le gouvernement de Nicolás Maduro a organisé un référendum consultatif pour le 3 décembre 2023 au cours duquel cinq questions seront posées aux citoyens, parmi lesquelles s'ils acceptent de « s'opposer, par tous les moyens, conformément à la loi, à la demande du Guyana de disposer unilatéralement d'une mer en cours de délimitation, illégalement et en violation du droit international » et s'ils seraient favorables à l'attribution de la nationalité vénézuélienne aux 125 000 habitants de la Guayana Esequiba,,. Le gouvernement a critiqué les « abus d'ExxonMobil » et du Commandement Sud des États-Unis, en déployant une campagne médiatique qui a fait appel au patriotisme vénézuélien.
Selon BBC News, la revendication du Venezuela sur la Guayana Esequiba unifie les chavistes et l'opposition vénézuélienne « comme aucune autre question ». María Corina Machado, l'actuelle leader de la coalition politique d'opposition, a assuré que la souveraineté n'était pas consultée, mais plutôt exercée, et a demandé de suspendre le référendum pour former une équipe nationale dans le but de déposer une plainte auprès de la Cour internationale de justice (CIJ), alors que Manuel Rosales et Henrique Capriles, tous deux anciens candidats de l'opposition à la présidentielle, étaient favorables. Rosales a appelé à voter au référendum et Capriles a annoncé qu'il voterait. Le référendum a provoqué une crise diplomatique entre les deux pays.

### Renforcement militaire
En octobre 2023, il a été rapporté que l'armée vénézuélienne construisait une piste d'atterrissage près de la frontière avec l'Essequiba au Guyana « pour développer » la région. Le président guyanien, Irfaan Ali, a répondu en affirmant que le pays n'abandonnerait pas « un pouce » de la région. Le Guyana a demandé au Venezuela d'expliquer le renforcement de ses troupes à la frontière, et à l'ambassadeur vénézuélien Carlos Amador Pérez Silva que les troupes étaient mobilisées pour lutter contre l'exploitation minière illégale dans la région.
Dans un contexte de tensions croissantes entre les deux pays, le principal parti d'opposition du Guyana, Alliance pour le changement, a appelé le 4 novembre à interdire aux vénézuéliens de nationalité guyanienne de voter aux élections, ainsi qu'à ne pas accorder la citoyenneté à davantage de personnes originaires du pays voisin,.
Les représentants du Venezuela et du Guyana ont demandé lors d'une audience tenue à la CIJ à la mi-novembre 2023 que la Cour reconnaisse leur souveraineté sur l'Essequibo. Le Guyana a également demandé l'abrogation du référendum, alléguant que le Venezuela avait l'intention d'annexer le territoire, une demande que le gouvernement vénézuélien a rejetée. Le Premier ministre guyanien Mark Anthony Phillips a porté l'affaire devant l'Organisation des États américains (OEA) où il a accusé le Venezuela de renforcer son armée près de la frontière d'Esequiba et a mis en garde contre les conséquences de cela pour la souveraineté du Guyana. Le secrétaire général de l'OEA, Luis Almagro, la Communauté caribéenne (CARICOM) et le gouvernement des États-Unis ont exprimé leur soutien au Guyana.
Fin novembre 2023, le président du Guyana, Irfaan Ali, a rencontré des soldats qui gardent la frontière entre les deux pays et le lendemain, le Guyana a publié une vidéo dans laquelle il a hissé le drapeau guyanien lors d'un événement sur la montagne Pakarampa de la Guayana Esequiba, près de l'État de Bolívar au Venezuela, où le président Ali a prêté serment de loyauté nationale. Après ces actes, le ministre de la Défense du Venezuela, Vladimir Padrino López a déclaré que les forces armées vénézuéliennes seront « permanemment vigilantes » de « toute action qui menace "l'intégrité territoriale" », demandant à la population de voter au référendum et ajoutant que le conflit « pour l'instant » n'est pas une guerre. Le gouverneur de Zulia, Manuel Rosales, a assuré que la « Guayana Esequiba est un territoire à cent pour cent vénézuélien », arguant que les actions du Guyana violaient l'accord de Genève de 1966, et a critiqué le fait que l'ONU et l'OEA ne se sont pas prononcées sur le sujet.
Le 23 novembre, des officiers supérieurs des forces de défense guyaniennes (en) et des forces armées brésiliennes se sont rencontrés pour un échange militaire. Le Brésil a été un fervent partisan du Guyana dans la controverse frontalière.
Le président brésilien Lula da Silva tente actuellement d'établir une médiation entre les deux pays pour éviter un conflit armé. Deux équipes du département de la Défense des États-Unis devraient prochainement se rendre au Guyana. Le Guyana a proposé d'établir des bases militaires étrangères dans son pays. L'armée brésilienne s'est mobilisée vers la frontière des deux pays, anticipant une éventuelle occupation vénézuélienne. Les rapports des services de renseignement brésiliens suggèrent une action militaire imminente de l'armée vénézuélienne contre la république coopérative de Guyana dans les prochains jours, suscitant des inquiétudes quant à la stabilité régionale et aux conflits territoriaux en Amérique du Sud.
Le ministère brésilien des Affaires étrangères, Itamaraty, a organisé le 22 novembre un sommet entre les ministres des Affaires étrangères et de la Défense des pays d'Amérique du Sud, au cours duquel le ministre vénézuélien des Affaires étrangères, Félix Osorio, a affirmé que le Venezuela "pourrait être contraint par le peuple à prendre des mesures". Le même jour, le Brésil a envoyé l'envoyé spécial Celso Amorim à Caracas, où il s'est entretenu directement avec Maduro, qui lui a dit qu'il n'y aurait pas de guerre, mais le gouvernement brésilien est resté inquiet et Amorim a averti que la situation pourrait "échapper à tout contrôle". Amorim a déclaré que le Brésil "n'accepterait aucune solution qui ne soit pas pacifique".
Le 30 novembre, le ministre brésilien de la Défense José Múcio (en) a annoncé que l'armée brésilienne enverrait 60 soldats à Pacaraima pour renforcer la sécurité au poste frontière avec le Venezuela, cherchant à empêcher un éventuel passage vénézuélien vers le Guyana depuis le territoire brésilien.
Le 1er décembre, la Cour internationale de justice a ordonné au Venezuela de s'abstenir de toute action dans le cadre du différend frontalier avec le Guyana. « La Cour observe que la situation qui prévaut actuellement sur le territoire en litige est que le Guyana administre et exerce un contrôle sur cette zone », a déclaré la juge présidente Joan Donoghue. « Le Venezuela doit s'abstenir de prendre toute mesure susceptible de modifier cette situation », a-t-elle ajouté. Le 4 décembre, le portail de défense brésilien Defesa Net a publié un article précisant qu'une source anonyme d'un officier guyanien affirmait qu'environ 200 membres des forces spéciales vénézuéliennes étaient entrés sur le territoire guyanien déguisés en civils afin de mener des sabotages et d'autres opérations de préparation.
Le 6 décembre, les ministres des Affaires étrangères du Venezuela, Iván Gil et du Guyana, Hugh Todd, ont eu un appel téléphonique, à la demande du Guyana, et les deux pays sont convenus de « garder les canaux de communication ouverts », selon le gouvernement vénézuélien.

### Référendum
Le 3 décembre, le gouvernement vénézuélien a organisé un référendum demandant de soutenir sa position dans le conflit. Le Conseil national électoral a initialement indiqué que les vénézuéliens avaient voté "oui" dans plus de 95% des cas sur chacune des cinq questions inscrites sur le bulletin de vote. Les analystes et les médias internationaux ont rapporté que la participation avait été remarquablement faible et que le gouvernement vénézuélien avait falsifié les résultats. Bharrat Jagdeo, vice-président du Guyana, a déclaré dans une interview qu'il se préparait au pire et que le gouvernement travaillait avec des partenaires pour renforcer la "coopération en matière de défense",. 

### Militarisation de la frontière brésilienne
Le 5 décembre, l'armée brésilienne a mobilisé 20 véhicules Iveco LMV pour rejoindre le 18e régiment de cavalerie mécanisée nouvellement activé, basé à Boa Vista, qui devrait arriver début janvier. Le régiment, initialement prévu pour être activé en 2026, a été créé à partir du 12e escadron de cavalerie mécanisé préexistant le 29 novembre. 600 soldats supplémentaires seront ajoutés au 18e régiment de cavalerie nouvellement créé, une force opérationnelle blindée composée de 28 véhicules blindés a été constituée,. Le ministre brésilien de la Défense, José Múcio, a déclaré que la présidence lui avait ordonné de "protéger la frontière". L'armée brésilienne craignait également que la situation conduise à la création de bases militaires américaines supplémentaires dans la région. Des sources au sein de l'armée ont également déclaré aux journalistes qu'elles ne détectaient aucun mouvement suspect le long de la frontière brésilienne, avec la précaution de dissuasion là-bas, mais qu'elles pensaient que le Venezuela était plus susceptible d'envahir par la mer. Le Brésil devrait tripler sa présence militaire à la frontière, une grande partie du matériel étant déplacée à des milliers de kilomètres de ses régions du Sud et du Centre-Ouest.

### Autorisation par le Venezuela de développement à Essequibo

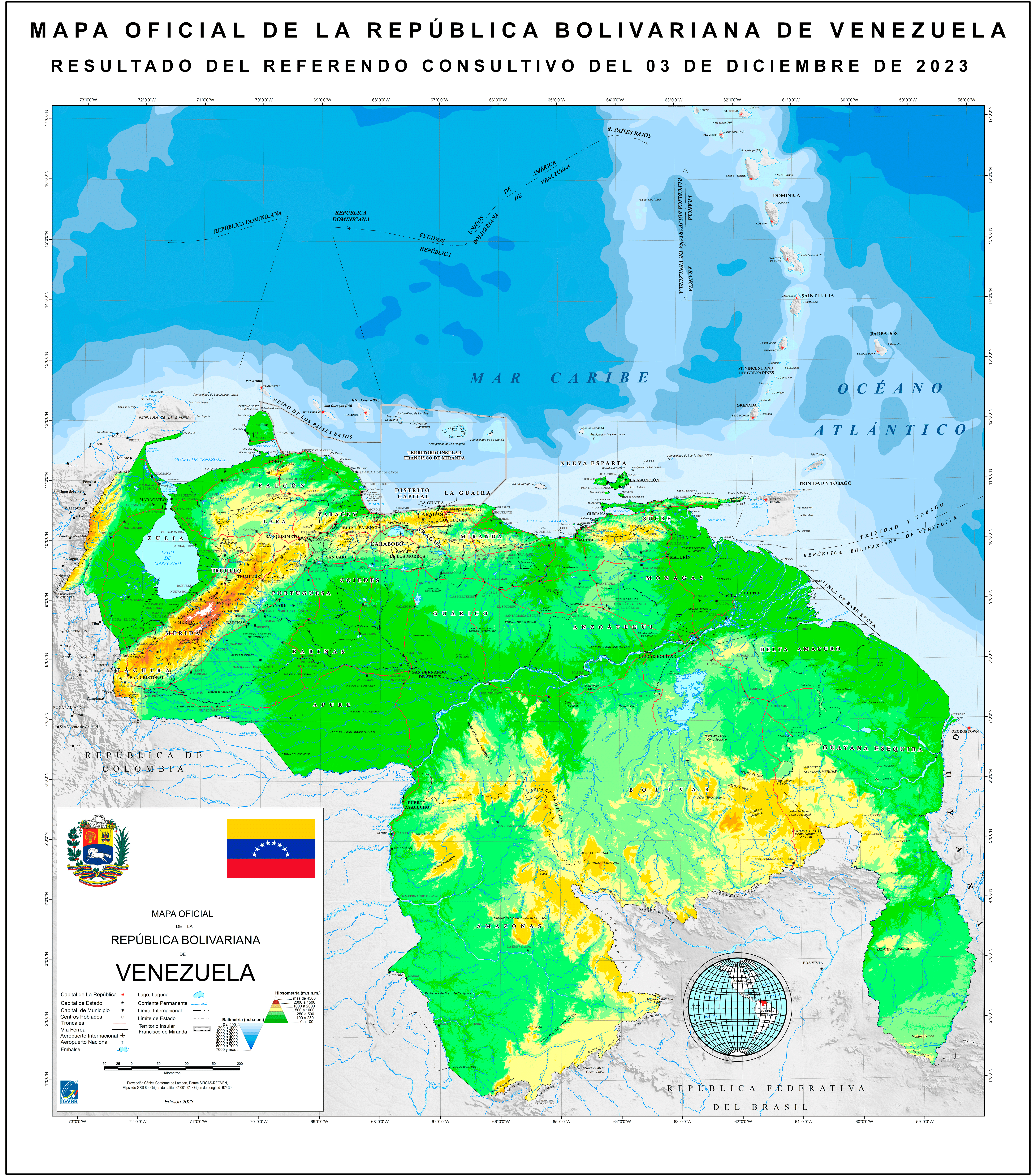
Parmi ses décrets peu après le référendum, Maduro a ordonné la publication d'une nouvelle carte, incluant le territoire d'Esequibo, "dans toutes les écoles, entités publiques, universités et "dans tous les foyers" du pays".

Le 4 décembre, le commandant stratégique des Forces armées nationales bolivariennes du Venezuela, Domingo Hernández Lárez, a publié plusieurs messages sur les réseaux sociaux décrivant l'armée vénézuélienne travaillant à la réparation ou à la construction de nouvelles routes, ponts, pistes d'atterrissage et autres infrastructures à la frontière avec la région d'Esequibo, qu'il a décrit comme étant "nos routes guyanaises". Le 5 décembre, le président vénézuélien Nicolas Maduro a annoncé qu'il autoriserait bientôt l'exploitation de ressources telles que les gisements de gaz, de pétrole et de minéraux au sein de la Guayana Esequiba. Il a également annoncé l'existence de filiales locales d'Essequibo des sociétés publiques vénézuéliennes PDVSA et CVG (en). Le même jour, le président brésilien Lula a déclaré qu'il effectuerait une visite présidentielle au Guyana l'année prochaine, ce que les analystes ont interprété comme signalant que le Brésil ne tolérerait pas une action militaire vénézuélienne. Le 6 décembre, Lula a annoncé un sommet avec l'envoyé spécial Celso Amorim et le ministre des Affaires étrangères Mauro Vieira. L'armée brésilienne a rapporté à CNN Brasil qu'elle avait détecté une présence militaire vénézuélienne accrue le long de la frontière avec le Guyana, bien qu'elle ait estimé que cette augmentation en elle-même n'était toujours pas le signe d'une invasion imminente.
Le président guyanien a déclaré aux médias brésiliens que le président Lula lui avait assuré que le Brésil soutiendrait le Guyana et l'avait remercié pour la position "mûre" du Brésil, tout en qualifiant le Venezuela d'"imprudent" et "imprévisible". Il a affirmé qu'ils travaillaient avec le Commandement Sud des États-Unis et s'attendaient à ce que des "déclarations fortes" soient faites dans les prochaines 24 heures. Les États-Unis ont également annoncé des exercices militaires avec les forces guyaniennes.

### Détentions et mandats d'arrêt vénézuéliens
Le même jour, le gouvernement vénézuélien a émis des mandats d'arrêt contre trois membres de l'équipe de la candidate politique de l'opposition María Corina Machado, les accusant d'avoir participé à un prétendu plan visant à saboter le référendum du 3 décembre, prétendument financé par Exxon Mobil. Il a également confirmé la détention d'un citoyen américain, Savoi Janson Wright, accusé de les financer. Cette nuit-là, le président de l'ONG vénézuélienne Súmate, Roberto Abdul, qui a également contribué à l'organisation des primaires présidentielles de l'opposition, a été arrêté par des responsables du Service de renseignement bolivarien,.
Le gouvernement vénézuélien a également émis des ordonnances contre des dirigeants de l'opposition et des chavistes dissidents, notamment Yon Goicoechea (en), Juan Guaidó, Julio Borges, Andrés Izarra, David Smolansky (en), Lester Toledo, Carlos Vecchio (en), Leopoldo López et Rafael Ramírez, les accusant de participer à un complot visant à boycotter et saboter le référendum.

### Disparition d'un hélicoptère guyanien
Le 6 décembre, un hélicoptère Bell 412 des Forces de défense guyaniennes a disparu alors qu'il se rendait de Georgetown (Camp Ayanganna (en)) à Arau, situé directement le long de la frontière vénézuélienne à Essequibo. Il transportait un équipage de 3 et 4 passagers et était piloté par le lieutenant-colonel du GDF Michael Charles,. Selon le chef d'état-major de l'armée guyanienne (en), Omar Khan, rien n'indiquait que l'avion avait été abattu. Les autorités ont déclaré qu'il y avait du "mauvais temps" dans la région.

### Implication militaire américaine
Le 7 décembre, les États-Unis ont annoncé qu'ils mèneraient une série d'opérations aériennes conjointes avec la Guyana Defence Force (GDF) pour renforcer la collaboration sécuritaire entre les deux pays, selon le Commandement Sud des États-Unis. Les manœuvres sont de nature routinière et visent, outre à renforcer la coopération entre les deux forces, à renforcer la collaboration régionale, selon le communiqué du Commandement Sud des États-Unis. Outre les exercices, les États-Unis "poursuivront leur collaboration avec les GDF dans les domaines de la préparation aux catastrophes, de la sécurité aérienne et maritime et de la lutte contre les organisations criminelles transnationales". Les États-Unis, qui mènent régulièrement des exercices militaires conjoints avec ce pays sud-américain depuis des années, "poursuivront leur engagement en tant que partenaire de sécurité de confiance du Guyana et promouvront la coopération et l'interopérabilité régionales".
Vladimir Padrino López, ministre vénézuélien de la Défense, a qualifié les actions des États-Unis de "provocation", affirmant que le Venezuela "ne sera pas détourné de nos actions futures pour la récupération de l'Essequibo".

### Discussions diplomatiques
Le premier ministre de Saint-Vincent-et-les-Grenadines Ralph Gonsalves a envoyé le 9 décembre des lettres aux présidents Ali et Maduro, affirmant que son pays accueillerait des discussions sur le conflit aux côtés du président Lula et du secrétaire général de l'ONU António Guterres, en écrivant : "Soyons tous résolus à faire de ce rassemblement historique un succès. L'enjeu est énorme pour notre civilisation caribéenne et latino-américaine." Il a été annoncé que les discussions seraient négociées par la Communauté des Caraïbes (CARICOM) et la Communauté d'États latino-américains et caraïbes (CELAC). Ali et Maduro ont accepté les négociations, la date proposée du 14 décembre étant annoncée. À la suite d'un appel téléphonique avec Lula, le président Maduro a déclaré qu'il recherchait "la paix et la compréhension". Les représentants des deux nations ont réaffirmé leurs convictions sur le différend. Le Venezuela a continué à revendiquer sa souveraineté sur la région d'Esequiba, tandis que le Guyana a déclaré qu'une décision de la CIJ devait être prise.
Le 14 décembre, les hauts représentants (dont les présidents) du Venezuela et du Guyana se sont réunis à Saint-Vincent-et-les Grenadines et sont convenus de ne pas utiliser n'importe quelle force et ne pas aggraver les tensions autour d'Esequiba. Une déclaration commune indique que les deux pays régleront le différend conformément au droit international, bien qu'il ait été ajouté que le Venezuela ne reconnaît pas la compétence de la CIJ sur cette affaire. Des responsables de la CARICOM, du Brésil, de la Colombie, des Nations unies et de la CELAC ont également assisté à la réunion. D'autres pourparlers devraient avoir lieu au Brésil dans les trois mois suivant la réunion.

## Analyses et évaluations des capacités militaires
Les analystes ont noté que l’appel de l’administration Maduro à un référendum cherche à détourner l’attention des problèmes internes du Venezuela tels que l’économie paralysante et les niveaux élevés de corruption gouvernementale,. L'analyste brésilien Thiago de Aragão a déclaré que le Venezuela disposait de capacités militaires bien supérieures à celles du Guyana, qui recrute environ 3 000 soldats dans des véhicules de combat. Le Venezuela compterait 123 000 soldats répartis dans plusieurs régiments ainsi que 173 chars de combat principaux, tels que l'AMX-30 et le T-72B1, ainsi que des véhicules de reconnaissance, des véhicules de combat d'infanterie (IFV) et des véhicules blindés de transport de troupes (APC). Cependant, toute agression contre la Guyana pourrait inciter des puissances régionales telles que le Brésil ou les États-Unis à intervenir.
Augusto Teixeira, professeur en visite au King's College de Londres, a déclaré que la région d'Esequibo est principalement composée de montagnes et de forêts tropicales denses, avec peu ou pas de routes. La seule option envisageable pour le Venezuela, selon Teixeira, serait de déplacer ses troupes sur le territoire brésilien, dans l'État de Roraima. Outre les infrastructures, les mouvements militaires à travers le Roraima seraient beaucoup moins gênés par la géographie régionale, dans la mesure où la région de Raposa Serra do Sol (en) n'est pas composée de forêts, mais d'un terrain de cerrado, principalement de savane plate, et les zones boisées restantes ont été en grande partie déboisées, bien que le Brésil ne laisserait pas le Venezuela faire des incursions depuis son territoire. De plus, l'armée vénézuélienne est concentrée autour de Caracas et à la frontière nord avec le Guyana, le long de la côte caraïbe.

## Réactions

### Internationales
Le secrétaire d'État américain Antony Blinken a assuré le président guyanien Mohamed Irfaan Ali lors d'un appel téléphonique le 6 décembre que le Guyana disposait du "soutien inconditionnel" des États-Unis. Le secrétaire de presse du Pentagone, John Kirby, a déclaré que les États-Unis "maintiendraient absolument leur soutien indéfectible à la souveraineté du Guyana" le 7 décembre.
Le Royaume-Uni, par l'intermédiaire du ministère des Affaires étrangères, du Commonwealth et du Développement, a condamné les actions du Venezuela, les qualifiant d'"injustifiées" et affirmant qu'elles "devraient cesser".
Le président du Brésil Luiz Inácio Lula da Silva a exprimé son inquiétude face à la crise, déclarant : "Nous ne voulons pas et nous n'avons pas besoin de guerre en Amérique du Sud."
Le ministère des Affaires étrangères de l'Ukraine a appelé le Venezuela à respecter l'autorité de la décision de la CIJ du 1er décembre et a déclaré que le Guyana et le Venezuela "doivent se conformer à l'ordonnance juridiquement contraignante de la Cour internationale de Justice relative aux mesures conservatoires et ne doivent pas recourir à des actions unilatérales qui pourraient aggraver la situation."

### Organismes internationaux
Le 7 décembre, les États membres du bloc commercial du Mercosur ont tenu un sommet et discuté de la crise. Le Venezuela n'était pas présent, car il avait été suspendu en 2016 pour violation de la clause démocratique du bloc. Lula a déclaré que le Brésil cherchait une solution pacifique et lui a proposé de servir de médiateur dans la situation. Des sources affirment qu'une déclaration commune du bloc est en cours de préparation.